# Mazomanie
Mazomanie is een plaats (village) in de Amerikaanse staat Wisconsin, en valt bestuurlijk gezien onder Dane County.

## Demografie
Bij de volkstelling in 2000 werd het aantal inwoners vastgesteld op 1485. In 2006 is het aantal inwoners door het United States Census Bureau geschat op 1588, een stijging van 103 (6,9%).

## Geografie
Volgens het United States Census Bureau beslaat de plaats een oppervlakte van 3,5 km², geheel bestaande uit land. Mazomanie ligt op ongeveer 234 m boven zeeniveau.

## Plaatsen in de nabije omgeving
De onderstaande figuur toont nabijgelegen plaatsen in een straal van 16 km rond Mazomanie.

## Geboren in Mazomanie
- Skylar Grey (1986), singer-songwriter